# Leelee Sobieski
Leelee Sobieski (nascida Liliane Rudabet Gloria Elsveta Sobieski, Nova York, 10 de junho de 1983) é uma ex-atriz americana.
Tornou-se famosa durante sua adolescência, ao aparecer no filme Deep Impact, e por receber uma indicação ao Emmy para o filme Joan of Arc, de 1999, e duas indicações para o Globo de Ouro para o filme Joan of Arc e o filme feito para a televisão Uprising. A atriz tem dois filhos.
Em 2016, numa entrevista para a revista Us Weekly, ela confirmou que não trabalha mais com cinema. Quando perguntada sobre as razões de sua aposentadoria, Sobieski disse que prefere estar focada em seus filhos e que noventa por cento dos papéis envolvem cenas de conotação sexual com outras pessoas e que ela não deseja mais fazer isso.

## Filmografia
| Ano  | Título                                        | Personagem                     | Notas |
| ---- | --------------------------------------------- | ------------------------------ | ----- |
| 1995 | A Horse for Danny                             | Danny Bara                     |       |
| 1997 | Jungle 2 Jungle                               | Karen                          |       |
| 1998 | Deep Impact                                   | Sarah Hotchner                 |       |
| 1998 | A Soldier's Daughter Never Cries              | Charlotte Anne 'Channe' Willis |       |
| 1999 | Never Been Kissed                             | Aldys Martin                   |       |
| 1999 | Joan of Arc                                   | Joana d'Arc                    |       |
| 1999 | Eyes Wide Shut                                | Milich's Daughter              |       |
| 2000 | Here on Earth                                 | Samantha 'Sam' Cavanaugh       |       |
| 2001 | My First Mister                               | Jennifer                       |       |
| 2001 | Joy Ride                                      | Venna Wilcox                   |       |
| 2001 | The Glass House (filme de 2001)               | Ruby Baker                     |       |
| 2001 | Uprising                                      | Tosia Altman                   |       |
| 2002 | L'Idole                                       | Sarah Silver                   |       |
| 2002 | Max                                           | Liselore von Peltz             |       |
| 2003 | Les liaisons dangereuses                      | Cécile de Volanges             |       |
| 2005 | Hercules                                      | Deianeira                      |       |
| 2006 | Lying                                         | Sarah                          |       |
| 2006 | Heavens Fall                                  | Victoria Price                 |       |
| 2006 | In a Dark Place                               | Anna Veigh                     |       |
| 2006 | The Wicker Man                                | Sister Honey                   |       |
| 2006 | The Elder Son                                 | Lolita                         |       |
| 2007 | Walk All Over Me                              | Alberta                        |       |
| 2007 | In the Name of the King: A Dungeon Siege Tale | Muriella                       |       |
| 2008 | 88 Minutes                                    | Lauren Douglas                 |       |
| 2008 | Acts of Violence                              | Olivia Flyn                    |       |
| 2008 | Finding Bliss                                 | Jody Balaban                   |       |
| 2009 | Night Train                                   | Chloe                          |       |
| 2009 | Public Enemies                                | Polly Hamilton                 |       |
| 2012 | Branded                                       | Abby Gibbons                   |       |
| 2016 | The Last Film Festival                        | Stalke                         |       |